# Take Your Chance
Take Your Chance ("Aprovecha tu oportunidad") es el álbum debut de Alexander Klaws, ganador de la primera temporada del show de televisión Deutschland sucht den Superstar ("Alemania busca una estrella". Es publicado en 2003 bajo el sello Hansa Records y BMG y producido y arreglado por Dieter Bohlen. Vendió más de 300.000 copias. 
De este álbum se extrajeron dos sencillos: Take Me Tonight ("Tómame esta noche")(3 semanas N.º 1 en Alemania) y Stay With Me ("Quédate Conmigo).

## Premios
- Alemania: Disco de platino
- Suiza: Disco de oro

## Créditos
- Música: Dieter Bohlen
- Letra: Dieter Bohlen, excepto tema 13 por Michael Andrew Sembello y Denis Matkoski
- Arreglos: Dieter Bohlen
- Producción: Dieter Bohlen
- Publicación: Hansa M.V./Hanseatic
- Distribución: BMG Records
- Dirección de Arte: Manfred Vormstein
- Foto de Portada: Manfred Vormstein
- Diseño: Ariola-Studios/Vormstein/Kortemeier
- Fotografía Trasera: Dieter Zill

## Lista de canciones
| #   | Título                        | Tiempo |
| --- | ----------------------------- | ------ |
| 1.  | "Take Me Tonight"             | 4:00   |
| 2.  | "I Don't Wanna Say That"      | 3:16   |
| 3.  | "From The Heart Of An Angel"  | 3:37   |
| 4.  | "Another Day, Another Heart"  | 4:14   |
| 5.  | "We Had It All"               | 3:34   |
| 6.  | "Stay With Me"                | 3:54   |
| 7.  | "I Need You"                  | 3:42   |
| 8.  | "Anything Is Possible"        | 4:04   |
| 9.  | "Breakin' Up Is Hard To Do"   | 3:52   |
| 10. | "I Believe"                   | 3:32   |
| 11. | "Anytime You Want Me"         | 3:30   |
| 12. | "Just Tomorrow"               | 3:40   |
| 13. | "Maniac"                      | 3:53   |
| 14. | "Even When Your Love Is Gone" | 3:51   |
| 15. | "If I Can't Have You Tonight" | 3:54   |

## Charts
| Chart (2003)          | Máxima Posición |
| --------------------- | --------------- |
| Alemania albums chart | 1               |
| Austria albums chart  | 4               |
| Suiza albums chart    | 11              |